# قناة الله
قناة الله أو غاد تي في (بالإنجليزية: GOD TV)‏ هي شبكة تلفزيون دينيّة دولية والتي لديها عدد مشاهدين يصل إلى حوالي 951 مليون مشاهد. ويقال أن تكون متاحة إلى حوالي 262 مليون منزل.
تنتشر قناة غاد تي في في المملكة المتحدة، والولايات المتحدة وإسرائيل، حيث يقع مركزها العالمي في القدس. الشبكة لديها «إنجيل دولي في الحرم الجامعي» في مدينة بليموث، إنجلترا. وتقع مكاتب الشبكة إقليمية في مدينة كانساس سيتي، وهامبورغ، وكيب تاون، ونيروبي، وتشيناي، وكولومبو وملبورن. توظف غاد تي في حوالي 200 شخص في جميع أنحاء العالم.
غاد تي في تبث برامج غير طائفية تماشيًا مع أسس التحاف الإيمان الإنجيلية في المملكة المتحدة. تعمل الشبكة على مدار 24 ساعة وتستقبل القادة المسيحيين من خلفيات مختلفة، بين رجال دين من الكنيسة الانجليكانية التقليدية إلى رجال دين من الكنائس الخمسينية. كما تنتج غاد تي في برامج خاصة بها وبعضها حصل على جوائز من مجلس شبكات البث المسيحية في المملكة المتحدة.
لدى غاد تي في خمسة قنوات في جميع أنحاء العالم وتغطي: الولايات المتحدة الأمريكية؛ المملكة المتحدة وأوروبا، وأفريقيا؛ آسيا وأستراليا.